# Сказання Земномор'я (аніме)
Сказання Земномор'я, або Gedo Senki (яп. ゲド戦記, дослівно «Воєнні хроніки Ґеда») — японський анімаційний фільм 2006 року у жанрі фентезі режисера Міядзакі Ґоро, створений студією Ghibli для телевізійних мереж Nippon Television Network, Dentsu, Hakuhodo DY Media Partners, Buena Vista Home Entertainment, Mitsubishi та Toho. Остання пізніше стала його дистриб'ютором.
У фільмі присутні персонажі та елементи сюжету з перших чотирьох книг циклу романів «Земномор'я» Урсули Ле Гуїн (Чарівник Земномор'я, Гробниці Атуану, Останній берег та Техану) та манґи «Shuna no Tabi» Хаяо Міядзакі. Назва аніме англійською мовою «Tales from Earthsea» походить від назви зібрання оповідань, «Tales from Earthsea», Урсули Ле Гуїн, опублікованого у 2001 році.
На думку авторки оповідань, Урсули Ле Гуїн, сюжет обох творів «цілком різний» («entirely different»). Письменниця заявила режисеру фільму, Ґоро Міядзакі: «Це не моя книга. Це ваш фільм. Гарний фільм» («It is not my book. It is your movie. It is a good movie»), хоча пізніше висловлювала своє розчарування кінцевим результатом. Також за мотивами фільму вийшла комікс-адаптація.

## Сюжет
Аніме починається зі сцени протистояння команди галери шторму. Раптом команда помічає понад хмарами бійку двох драконів, під час якої один дракон вбиває іншого (подія, яка вважалося неможливою до цього випадку).
Королю Елада переказують новини про різні біди, що охопили королівство, звістку про сутичку між драконами в морі та зникнення його сина, Аррена. Чародій Рут розповідає йому, що колись дракони та люди жили разом, проте їх шляхи розійшлися, тому що вони мали різні потреби (свободу та володіння відповідно), що стало причиною послаблення світової Рівноваги. Коли король повертається наодинці з наради, у темному коридорі його несподівано смертельно ранить його син, Аррен. Аррен викрадає батьків меч і, залишивши короля помирати, тікає з палацу.
Хлопець потрапляє до пустелі, де на нього нападає зграя вовків. Аррена, який вже був готовий змиритися зі смертю, рятує Архімаг Яструб. Разом вони вирушають до міста Горт. У місті Аррен самостійно рятує від работорговців дівчинку на ім'я Терру, проте пізніше його самого ловлять работорговці на чолі зі своїм лідером Харе, а меч викидають у море. Яструб знову рятує Аррена і відправляється з ним на ферму своєї давньої подруги Тенар, яка опікується та живе разом з Терру.
Втручання Яструба у справи работорговців розгнівало їхнього лідера Коба, сильного чарівника і правителя міста Горт, який вимагає від Яструба прибути у його замок. Тим часом Яструб розповідає Аррену, що він шукає спосіб відновити Рівновагу. Пізніше Яструб повертається в місто Горт, щоб продовжити свої пошуки. У місті він зустрічається з работорговцями на чолі з Харе, які розшукують чарівника. Втім, йому вдається перехитрити переслідувачів, довідавшись водночас про замок Коба.
Аррен зізнається Терру про вбивство свого батька і почуття незрозумілої люті, які його інколи охоплюють. Тому він покидає ферму, однак зустрічається з переслідувачем, який виявляється його власним відображенням. Аррен, втікаючи, тоне в болоті та втрачає свідомість. Коб відносить принца до свого замку, де обманом дізнається «справжнє ім'я» хлопця, Лебаннен, з допомогою якого намагається контролювати Аррена. Тим часом Харе захоплює Тенар, яку планує використати у ролі приманки для Яструба. Він залишає зв'язаною Терру з вказівкою передати повідомлення Яструбу — прибути до замку Коба. Дівчинці вдається звільнитися і зустріти Яструба, якому розповідає про замок. Яструб віддає Терру меч Аррена і відправляється в замок, де вступає в сутичку з Кобом. Архімаг дізнається, що причиною порушення світової Рівноваги стали дії Коба, який для отримання безсмертя намагається відкрити двері між життям та смертю. Коб дає вказівку підкореному Аррену вбити Яструба. Яструбу вдається звільнити хлопця від контролю Коба, однак його самого схоплюють Харе та його поплічники.
Тим часом Терру зустрічає, як їй здається, Аррена і слідує за ним до замку Коба, де дізнається від нього його справжнє ім'я, а також те, що ця точна копія Аррена — це «тінь», його внутрішнє світло. Терру потрапляє до замку і дізнається про заплановану на сході сонця страту Яструба та Тенар. Вона знаходить втратившого віру у власні сили Аррена. Терру каже Аррену про безглуздість пошуку безсмертя і повертає йому надію, назвавши його за його справжнім іменем (Лебаннен) та сказавши своє власне (Техану). Разом вони поспішають врятувати Яструба та Тенар. Аррен вступає у протистояння з Кобом, який намагається його вбити. Аррену вдається витягти з піхов свій зачарований магією меч та відрубати руку Коба, якою той тримає свій чарівний посох. Не здатний використовувати свої магічні здібності, Коб починає швидко старіти. Проте йому вдається схопити Терру і вирушити з нею до найвищої вежі замку. Водночас Аррен переслідує Коба. Загнавши Коба в кут, Аррен намагається пояснити тому, що погляди останнього на безсмертя хибні, передаючи власні знання про життя і смерть, які хлопець отримав від Терру та Яструба. Але Коб відмовляється слухати Аррена і натомість використовує свої останні магічні сили, щоб задушити Терру. Втім, Терру не помирає, а натомість перетворюється на дракона. Вогняне дихання дракона охоплює Коба і той падає з вежі, що починає руйнуватися. Аррена ж рятує Терру.
Яструб та Тенар покидають замок, водночас Аррен та Терру приземляються в полі, де остання знову стає людиною. Аррен каже Терру, що повертається додому, аби понести покарання за свій скоєний злочин, проте висловлює надію одного дня знову побачитися з Терру. Четверо головних героїв деякий час разом проводять на фермі і, зрештою, Аррен та Яструб прощаються з Терру та Тенар, вирушаючи в Енлад. У кінці Терру дивиться в небо, де бачить драконів, які мирно пролітають повз.

## Актори озвучування
- Суґавара Бунта у ролі Геда/Яструба (Архімага). Відомий чарівник Земномор'я, який намагається знайти причину порушення світової Рівноваги та спосіб її відновлення. Він діє наче мудрий батько для Аррена.
- Окада Джюн'ічі у ролі принца Аррена/Лебаннена. 17-річний принц Енлада, якого переслідує тінь через його страх смерті і темряву, що з'явилася у серці хлопця після порушення Рівноваги.
- Тесіма Аой у ролі Терру/Техану. Дівчинка того ж віку, що і Аррен. Зазнала знущань від своїх справжніх батьків та згодом була покинутою ними доки її не взяла під свою опіку Тенар. Терру дуже сором'язлива. Спочатку, після того, як Аррен врятував її від работорговця Харе, вона непривітно ставилася до хлопця тому що, як вона вважала, він не цінує власне життя.
- Фубукі Джюн у ролі Тенар. Давня подруга Яструба. Коли вони були молодими, вона була жрицею в гробницях Атуану доки Яструб не допоміг їй звільнитися. Вона сама опікується про Терру і з радістю зустріла Яструба та Аррена у своєму домі.
- Танака Юко у ролі Коба (Коба-Павука). Могутній чародій та головний антагоніст. Яструб вже перемагав його за багато років до подій фільму. Намагаючись знайти шлях до безсмертя, він зруйнував світову Рівновагу.
- Каґава Теруюкі у ролі Харе. Головний работорговець Коба. Незважаючи на свою незграбність та несміливість, він досить відданий Кобі і ставиться серйозно до своєї роботи работорговця.
- Кобаяші Каору у ролі короля Енлада, батька Аррена. Турбується про своє королівство та його добробут.
- Нацукава Юй у ролі королеви Енлада, матері Аррена. Вона досить сувора і переконана, що Аррен достатньо дорослий, щоб самому про себе подбати.
- Байшьо Місуко у ролі продавця плащів, жінки середнього віку. Як вона сама заявляє, у минулому вона була чарівницею. Втім, через порушення Рівноваги і зневіру людей у магію вона вирішила зайнятися продажами плащів.
- Найто Такаші у ролі наркоторговця, який наполегливо пропонував Аррену безкоштовно взяти у нього наркотик під назвою «хаджія» (hazia, «дурман-зілля») доки не втрутився Яструб.

## Історія створення
Даний художній фільм став першою аніме-адаптацією книг циклу «Земномор'я». У минулому багато режисерів, включно з Хаяо Міядзакі, намагалися отримати дозвіл на адаптацію циклу «Земномор'я», проте їхні запити були відхилені самою авторкою. Коли Ле Гуїн вперше дізналася про зацікавленість Міядзакі в адаптації її роботи, вона не була знайомою з жодним з його фільмів і асоціювала їх з роботами Disney. Тому вона відхилила його запит.
У 2003 році, після здобуття премії «Оскар» за свій фільм «Сен і Тіхіро у полоні духів», Хаяо Міядзакі отримав дозвіл на адаптацію «Земномор'я» від Ле Гуїн, проте був сильно зайнятим, будучи режисером іншого анімаційного фільму, «Мандрівний замок». Президент студії Ghibli Тосіо Судзукі вирішив, що режисером адаптації повинен стати син Хаяо, Ґоро Міядзакі, для якого ця робота стала першою у ролі режисера. Хаяо був не згідним з цим рішенням, оскільки вважав, що Ґоро ще бракує досвіду. Як повідомляється, вони навіть не розмовляли один з одним під час створення фільму. Втім, пізніше, після першого перегляду фільму, Хаяо все ж визнав роботу свого сина.

## Прокат та касові збори
У свій перший прокатний тиждень фільм посів перше місце за розміром касових зборів у Японії, виручивши у прокаті понад 900 мільйонів єн, або 7,7 мільйонів доларів, «Gedo Senki» посунув фільм «Пірати Карибського моря: Скриня мерця» на друге місце і посідав перше місце за розміром касових зборів в Японії протягом п'яти тижнів, доки не поступився місцем фільму «Люди Ікс: Остання битва».

### Міжнародний прокат
У Північній Америці фільм випущений в обмежений прокат 13 серпня 2010 року компанією Walt Disney Pictures. У північноамериканському прокаті він отримав рейтинг PG-13 від Американської асоціації кінокомпаній з огляду на наявність деяких сцен насильства, ставши таким чином першим і єдиним анімаційним фільмом компанії Disney, який отримав рейтинг PG-13. Також він став другим після анімаційного фільму Принцеса Мононоке фільмом студії Ghibli, який отримав цей рейтинг. DVD-реліз відбувся 8 березня 2011 року. 6 лютого 2018 року аніме перевидане компанією GKIDS на Blu-ray- та DVD-носіях у рамках нової угоди із студією Ghibli.
Прем'єра фільму в Україні відбулася 19 квітня 2007 року.

## Критика
В Японії фільм прийнятий кінокритиками здебільшого позитивно, хоча й отримав більше неоднозначних відгуків, якщо порівнювати його з іншими роботами студії Ghibli. Наприкінці 2006 року Міядзакі нагороджений японською премією Bunshun Kiichigo у номінації «Найгірший режисер», а сам фільм «Gedo Senki» отримав нагороду у номінації «Найгірший фільм». У 2007 році фільм номінований на премію Японської академії за найкращий анімаційний фільм року (програв анімаційному фільму «Toki o Kakeru Shōjo») та був відібраний для участі в позаконкурсній програмі 63-го Венеційського кінофестивалю.
Урсула Ле Гуїн, авторка циклу «Земномор'я», дала фільму неоднозначний відгук у своєму огляді на власному сайті. Ле Гуїн похвалила фільм за візуальну анімацію, проте зауважила, що сюжет цієї роботи дуже сильно відійшов її першоджерела.
Фільм отримав рейтинг 41 % на сайті Rotten Tomatoes на основі відгуків від 39 рецензентів. Станом на листопад 2018 року він має найнижчий рейтинг на цьому сайті серед фільмів студії Ghibli.